# Lettres d'Alou
Pour plus de détails, voir Fiche technique et Distribution.
Lettres d'Alou (Las cartas de Alou) est un film espagnol réalisé par Montxo Armendáriz, sorti en 1990.

## Synopsis
Alou, un immigré africain en Espagne, envoie des lettres à ses parents pour leur raconter sa nouvelle vie.

## Fiche technique
- Titre : Lettres d'Alou
- Titre original : Las cartas de Alou
- Réalisation : Montxo Armendáriz
- Scénario : Montxo Armendáriz
- Musique : Bernardo Fuster et Luis Mendo
- Photographie : Alfredo Mayo
- Montage : Rosario Sáinz de Rozas
- Production : Elías Querejeta
- Société de production : Elías Querejeta Producciones Cinematográficas et Televisión Española
- Société de distribution : Colifilms Distribution (France)
- Pays :  Espagne
- Genre : Drame
- Durée : 100 minutes
- Dates de sortie : 
  -  Espagne : 5 octobre 1990
  -  France : 14 novembre 1990

## Distribution
- Mulie Jarju : Alou
- Eulàlia Ramon : Carmen
- Ahmed El-Maaroufi : Moncef
- Akonio Dolo : Mulie
- Albert Vidal : le père de Carmen
- Rosa Morata : Esposa Mulie
- Mamadou Lamine : Kassim
- Ly Babali : Ibrahima
- M'Barick Guisse : Lami
- Joaquín Notario : Antonio

## Distinctions
Au festival international du film de Saint-Sébastien, le film a reçu la Coquille d'or, la Coquille d'argent du meilleur acteur pour Mulie Jarju et le Prix OCIC. Il a également été nommé pour 8 prix Goya et a reçu le Goya de la meilleure photographie et le Goya du meilleur scénario original.